# NGC 4921
NGC 4921 è una galassia a spirale barrata (SB(rs)ab) che fa parte dell'Ammasso della Chioma situata in direzione dell'omonima costellazione alla distanza di circa 320 milioni di anni luce dalla Terra. La galassia possiede un nucleo con una struttura a barra che è circondata un ben distinto anello di polveri che contiene stelle calde blu di recente formazione, mentre la parte più esterna è costituita da bracci di spirali insolitamente lisci e mal distinguibili.
Nel 1976, l'astronomo canadese Sidney van den Bergh classificò questa galassia come galassia anemica a causa del basso tasso di formazione stellare, notando “l'inusuale bassa luminosità superficiale e bracci di spirale notevolmente nebulosi”. Nonostante ciò risulta essere la galassia spirale più luminosa dell'ammasso, situata in prossimità del centro dell'ammasso e con elevata velocità relativa (7.560 km/s) a confronto con la velocità media dell'ammasso. Esaminando la riga a 21 cm dell'idrogeno neutro, NGC 4921 risulta carente di regioni H I indicando così la presenza di basse quantità di idrogeno. La distribuzione dell'idrogeno risulta profondamente perturbata in direzione del braccio di spirale SE ed è meno estesa rispetto al disco ottico della galassia. Tale distribuzione può essere stata indotta dall'interazione con il mezzo intergalattico, provocandone l'allontanamento del gas.
A tale proposito, in una recente analisi condotta dall'Università di Yale, a cura dell'astronomo Jeffrey Kenney, sono state approfonditamente studiate le intricate formazioni a forma di cresta visibili sul bordo del disco galattico di NGC 4921, risultato di un fenomeno di erosione del gas e della polvere. Il moto orbitale della galassia attraversa una regione dell'Ammasso della Chioma ricca di gas caldo, provocando la formazione di un vento che si insinua all'interno della galassia. Questo vento agisce sul gas e la polvere interstellare determinando la separazione della materia in due strati rispettivamente a più bassa e più alta densità. Il risultato è duplice, da un lato distruttivo perché le zone a più bassa densità risultano inibite nei processi di formazione stellare, mentre nelle zone a più alta densità si formano filamenti di polvere che saranno l'incubatrice di nuove stelle. Queste formazioni allungate ricordano molto i cosiddetti Pilastri della Creazione della Nebulosa Aquila, ma sono un migliaio di volte più grandi. Per NGC 4921, queste stelle rappresentano l'ultima generazione di astri che si formeranno in quella regione della galassia.
Il 4 maggio 1959 M.L. Humason, utilizzando un telescopio Schmidt all'osservatorio di Monte Palomar, osservò l'esplosione di una supernova, situata abbastanza lontana dal centro galattico, che raggiunse un picco stimato di magnitudine 18,5. La curva della luminosità risultava simile alla supernova SN 1987a della Grande Nube di Magellano, e mostrava un comportamento fotometrico insolito.

## Galleria d'immagini

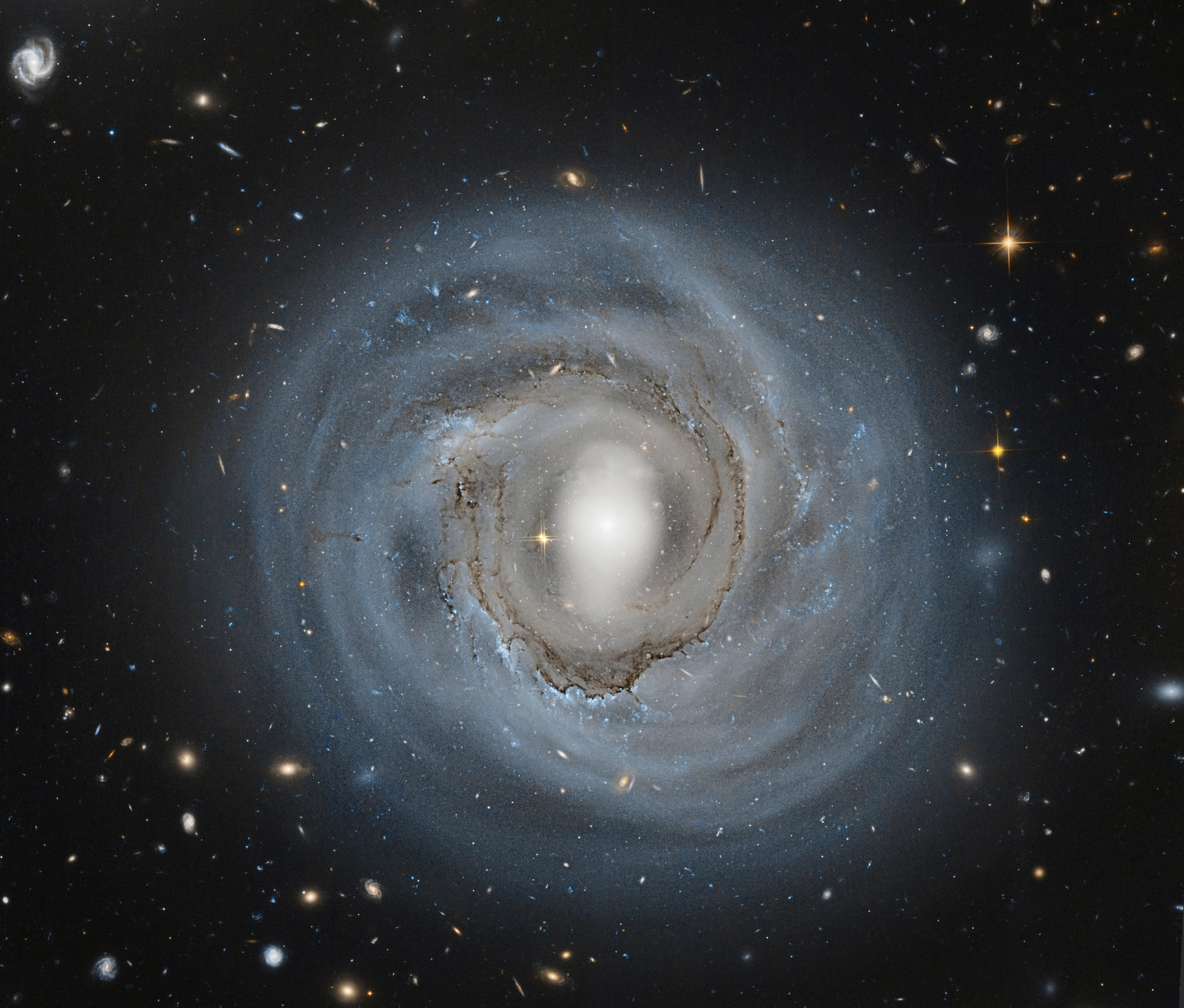
NGC 4921 e i suoi bracci di spirale (Telescopio spaziale Hubble)
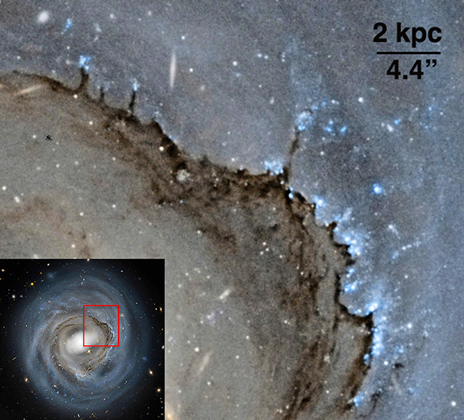
NGC 4921. Particolare dei filamenti
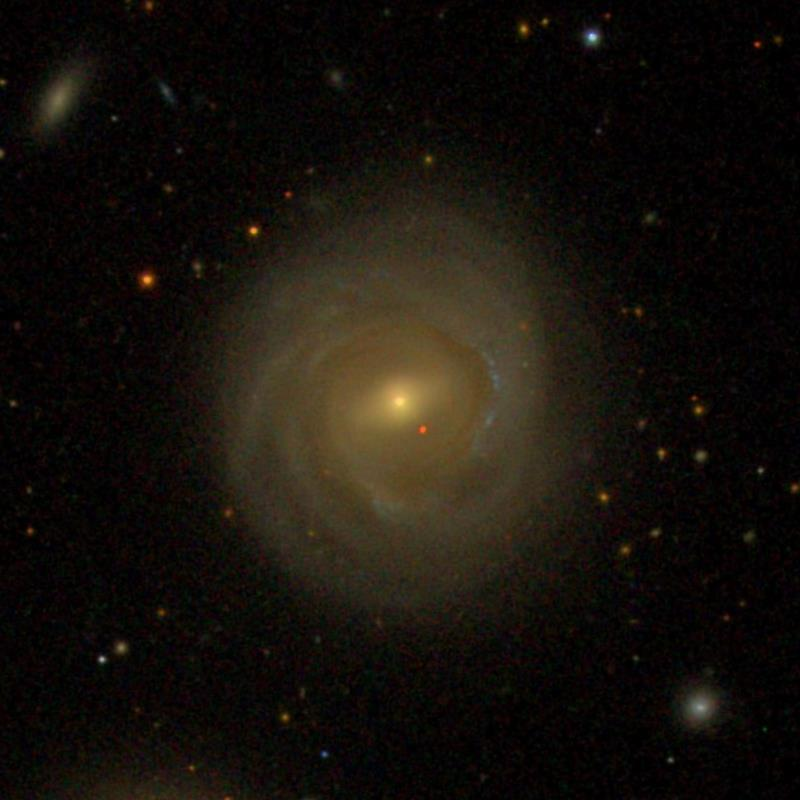
NGC 4921  (SDSS DR14)
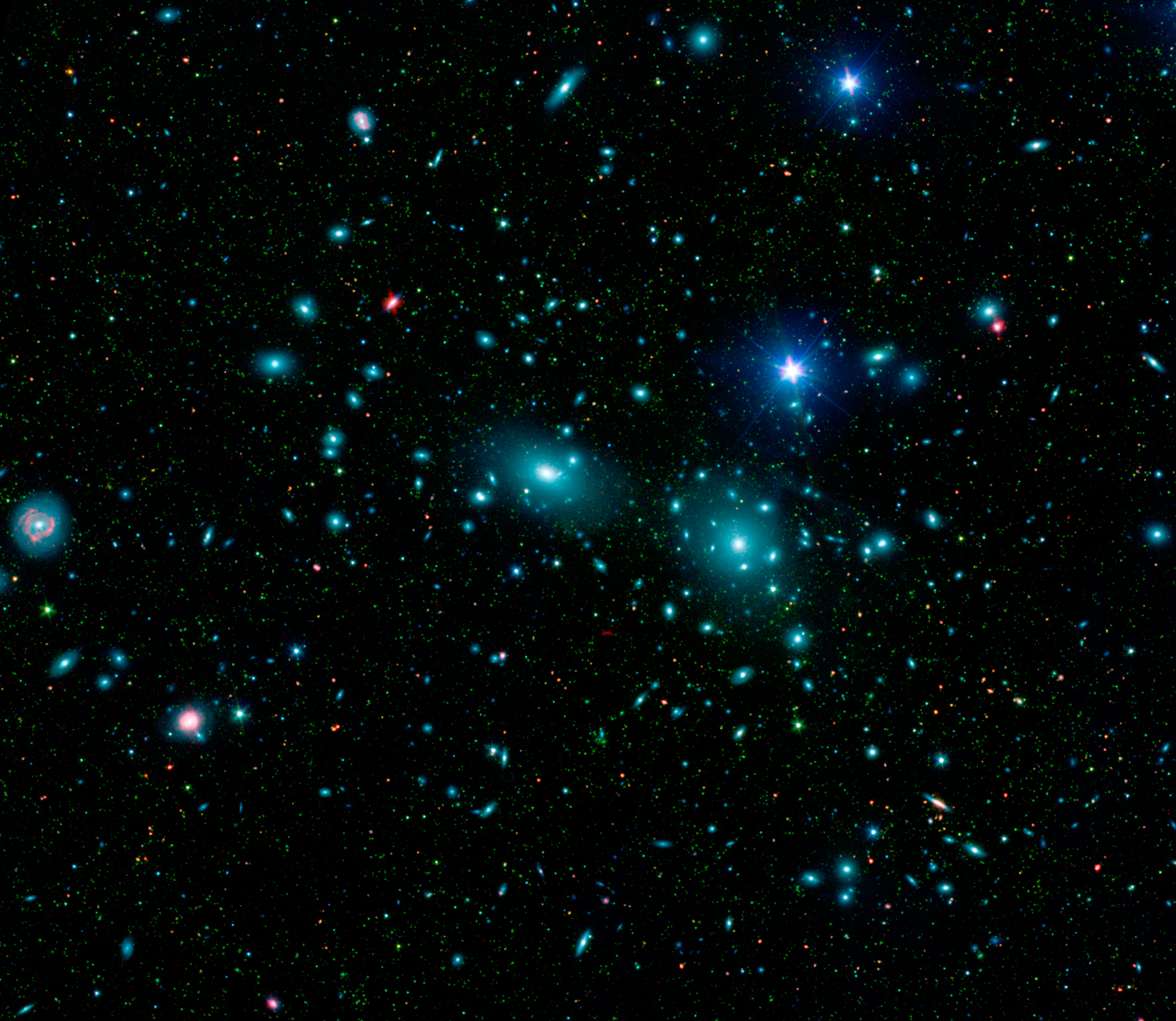
L'Ammasso della Chioma